# فيليب مكدونالد
فيليب مكدونالد (بالإنجليزية: Phillip McDonald)‏ (25 يوليو 1989 بسايبرس في الولايات المتحدة - ) هو لاعب كرة سلة أمريكي في مركز مدافع مسدد الهدف. لعب مع New Mexico Lobos men's basketball ‏.

## وصلات خارجية
- فيليب مكدونالد على موقع كلية كرة السلة في سبورتس رفرنس.كوم (الإنجليزية)
- فيليب مكدونالد على موقع بروبوليرز (الإنجليزية)